# Falaise-lommen
Slaget om Falaise-lommen blev udkæmpet under 2. Verdenskrig mellem 12. og 21. august 1944. Det var det afgørende slag under slaget om Normandiet. Det fik sit navn fra området omkring byen Falaise, hvor de tyske 7. armé og 5. panserarmé blev omringet af fremrykkende vestallierede styrker. Slaget kaldes også Falaise-hullet (senere kendt som "Dødens dal") efter den korridor, som tyskerne forsøgte at opretholde, så deres enheder kunne undslippe. Slaget førte til udslettelsen af hovedparten af Tysklands styrker vest for Seinen og åbnede vejen til Paris og den tyske grænse.
Efter Operation Cobra, det vellykkede amerikanske udbrudsforsøg fra brohovedet i Normandiet, trængte amerikanske styrker hurtigt mod syd, sydøst og vest på ind i Bretagne. Selv om de ikke havde ressourcer nok til både at håndtere det amerikanske gennembrud og samtidige britiske og canadiske offensiver ved Caen, fik feltmarskal Günther von Kluge, den tyske øverstkommanderende på Vestfronten (OB West) ikke tilladelse af Adolf Hitler til at trække sig tilbage. I stedet fik han ordre til at gennemføre et modangreb mod amerikanerne ved Mortain. Resterne af fire panserdivisioner, som var alt hvad von Kluge kunne skrabe sammen, var ikke nok til at stoppe amerikanerne, og modangrebet i Unternehmen Lüttich var en katastrofe, som blot betød at tyskerne blev tvunget længere ind i de allierede linjer, og efterlod dem i en særdeles farlig stilling. De allierede greb chancen for at indeslutte hele von Kluges styrke. Den 8. august gav de allieredes øverste leder af landstyrkerne, Bernard Montgomery, ordre til sine hære om at konvergere mod Falaise-Chambois området. Den 1. amerikanske armé udgjorde den sydlige arm, mens den britiske 2. armé og den canadiske 1.armé udgjorde den nordlige arm ved omringningen. Tyskerne kæmpede hårdt for at holde en flugtrute åben, om end deres tilbagetrækning først begyndte den 17. august. Den 19. august mødtes de to allierede arme i Chambois, men de havde ikke tilstrækkelige styrker til at kunne afsnøre lommen fuldstændigt. Desperate tyskere gennembrød de allierede linjer – den vigtigste og mest omkæmpede gik forbi enheder fra den 1. pansrede polske division, som havde indtaget en dominerende stilling ved kanten af lommen.
Om aftenen den 21. august blev lommen endegyldigt lukket mens der fortsat var omkring 50.000 tyske soldater fanget i den. Selv om et betydeligt antal tyske soldater formåede at undslippe var de tyske tab af såvel mænd som materiel enorme og de allierede havde opnået en afgørende sejr. To dage senere blev Paris befriet og den 30. august havde de sidste tyske enheder trukket sig tilbage over Seinen, hvilket i praksis betød afslutningen på Operation Overlord.

## Baggrund
Tidlige allierede mål i kølvandet på den vellykkede invasion af Normandiet på D-dag var såvel dybvandshavnen i Cherbourg og området omkring den historiske by Caen. Forsøg på hurtigt at udvide det allierede brohoved blev mødt af hård modstand, og dårligt vejr i Den Engelske Kanal forsinkede landsætningen af forsyninger og forstærkninger. Cherbourg holdt ud indtil 27. juni hvor den i slaget om Cherbourg faldt til det amerikanske 7. korps, og Caen modstod en række offensiver indtil den 20. juli, hvor den blev erobret af britiske og canadiske styrker i operationerne Goodwood og Atlantic.
Lederen af de allierede landstyrker, feltmarskal Bernard Montgomery, havde udtænkt en strategi, som gik ud på at tiltrække de tyske styrker til den britiske og canadiske del af fronten, væk fra den amerikanske del af fronten og derigennem berede vejen for et amerikansk udbrud. Mens den tyske opmærksomhed den 25. juli var koncentreret om området ved Caen, indledte general Omar Bradley Operation Cobra. Den 1. amerikanske armé brød gennem de tynde tyske linjer, som afskærmede Bretagne, og ved slutningen af offensivens tredje dag var de trængt 25 km sydpå. Den 30. juli blev Avranches i bunden af Cotentin halvøen erobret. Hermed var den tyske venstre flanke vidt åben og i løbet af 24 timer havde Pattons 8. korps krydset broen i Pontaubault ind i Bretagne og fortsat vestpå gennem åbent teræn, næsten uden at møde modstand.

### Unternehmen Lüttich
Det amerikanske fremstød var usædvanlig hurtigt, og den 8. august kom byen Le Mans, det tidligere hovedkvarter for den tyske 7. armé, på amerikanske hænder.
I kølvandet på Cobra, og samtidige britiske og canadiske offensiver, blev den tyske hær i Normandiet reduceret til en så ringe stand, at historikeren Max Hastings konstaterede, at "kun nogle få SS fanatikere stadig havde håb om at undgå et nederlag". På Østfronten var Sovjetunionens sommeroffensiv, Operation Bagration, i gang, og da den ramte Heeresgruppe Mitte var der ingen fare for at der kom forstærkninger til Vestfronten. I stedet for at give sine resterende styrker i Normandiet ordre til at trække sig tilbage til Seinen sendte Adolf Hitler et direktiv til feltmarskal Günther von Kluges Heeresgruppe B, hvor han gav ordre til "et øjeblikkeligt modangreb mellem Mortain og Avranches" der skulle "udrydde" fjenden og skabe forbindelse til vestkysten af Cotentin halvøen. Hitler krævede, at otte af von Kluges ni panserdivisioner blev indsat i angrebet, men kun fire (heraf en kun delvis) kunne frigøres fra deres defensive opgaver og gøres klar i tide. De tyske generaler protesterede og sagde, at en sådan operation var mere, end deres ressourcer kunne klare, men disse advarsler blev ignoreret, og modoffensiven med kodenavnet Unternehmen Lüttich begyndte den 7. august ved Mortain.I fremstødet blev indsat 2. panserdivision, 1. SS panserdivision og 2. SS panserdivision. De angreb med blot 75 Panzer IV kampvogne, 70 Panther kampvogne og 32 selvkørende kanoner til sammen. De allierede var blevet advaret gennem afkodede Enigma meddelelser og var klar til at modstå angrebet, og selv om kampene varede indtil den 13. august, var Operation Lüttich stort set overstået i løbet af de første 24 timer. I stedet for at afhjælpe de tyske vanskeligheder havde modangrebet ved Mortain drevet dem længere ind i de allieredes omklamring, og da de stærkeste af von Kluges resterende styrker nu var ødelagt af 1. amerikanske armé, var hele fronten i Normandiet nu på nippet til at bryde sammen – en mulighed som var forudset af den allierede overkommando. Bradley erklærede: "Dette er en mulighed, som kun kommer til en hærchef en gang i løbet af et århundrede. Vi er på vej til at ødelægge en hel fjendtlig armé og gå hele vejen herfra til den tyske grænse".

### Operation Totalize
For at fremskynde det tyske sammenbrud og genere flugtruten for de styrker, som kæmpede mod de britiske og amerikanske styrker, blev højlandet nord for byen Falaise målet for 1. canadiske armé. General Harry Crerar, chefen for den nyligt aktiverede armé og generalløjtnant Guy Simonds fra 2. canadiske korps planlagde en britisk-canadisk offensiv med kodenavnet Operation Totalize. Den byggede på en præcis forberedelse med tunge bombefly og et innovativt natangreb med Kangaroo pansrede mandskabsvogne. Efter et forudgående massivt luftbombardement fra RAF blev Operation Totalize igangsat om natten den 7. august. Ombyggede selvkørende kanoner transporterede det forreste infanteri, som fik vejen vist af elektroniske hjælpemidler og lyskastere. 12. SS panserdivision under Kurt Meyer kæmpede for at holde en 14 km front med støtte af kampvogne fra 101. tung SS panserbataljon og resterne af 89. infanteridivision. Trods fremgang i starten i Verrières højderyggen og ved Cintheaux mistede angrebet momentum den 9. august. Kraftig tysk modstand, dårlig ledelse af de canadiske enheder og dårlig kampkraft førte til store tab i såvel 4. pansrede canadiske division og 1. pansrede polske division. Den 10. august var de britisk-canadiske styrker nået til Hill 195 nord for Falaise, men kunne ikke trænge ind i byen. Den følgende dag trak Simonds de forslåede pansrede divisioner tilbage fra fronten og udskiftede dem med artilleridivisioner, hvorved offensiven blev afsluttet.

## Slaget
Da Montgomery stadig ventede, at von Kluge ville trække sine styrker tilbage fra den stadig snævrere løkke, havde han i nogen tid regnet med at foretage en "lang omringning", hvorved de britiske og canadiske styrker skulle svinge til venstre fra Falaise mod Seinen, mens den 3. amerikanske armé blokerede flugtvejten mellem Seinen og Loire-floden, hvorved alle overlevende tyske styrker i det vestlige Frankrig ville blive indesluttet. Under en telefonsamtale den 8. august havde den allierede øverstkommanderende general Dwight D. Eisenhower anbefalet et amerikansk forslag til en snævrere omringning centreret omkring Argentan. Selv om Montgomery anerkendte, at det var en mulighed, havde både han og Patton deres betænkeligheder.
Hvis de allierede ikke hurtigt erobrede Argentan, Alençon og Falaise var det muligt, at en stor del af von Kluges styrke ville undslippe. Da han mente, at han altid kunne falde tilbage på den oprindelige plan om nødvendigt, gav Montgomery efter overfor Bradley's entusiastiske tilskyndelser, og det amerikanske forslag blev valgt.

### Indledende fremstød
Pattons 3. armé, som rykkede frem sydfra for at udgøre den ene arm i omringningen, kom i starten hurtigt fremad. Den 12. august blev Alençon erobret, og trods von Kluges indsættelse af en styrke, som han havde forsøgt at samle til et modangreb, rykkede generalmajor Wade H. Haislips 15. korps den følgende dag 55 km frem og placerede sig stærkt omkring Argentan, om end byen selv forblev på tyske hænder. I bekymring for,j at de amerikanske tropper skulle ramle ind i briterne, som angreb fra nordvest, slettede Bradley Pattons ordre om et yderligere fremstød mod Falaise og stoppede Haislips korps.
Med amerikanerne på sydflanken i kraftig kamp mod Pansergruppe Eberbach og briterne på fremmarch i nordvest blev det den canadiske 1. armé, som skulle lade fælden smække i. Bortset fra et begrænset fremstød med 1. canadiske infanteridivision ned gennem Laize dalen den 12. og 13. august, blev hovedparten af tiden efter Totalize brugt på at forberede et stort angreb på Falaise med kodenavnet Operation Tractable. Tractable begyndte kl. 11.42 den 14. august og blev dækket af et røgtæppe udlagt af artilleriet, som efterlignede mørket i Operation Totalize. En række angreb fra 4. canadiske og 1. polske panserede division skabte en passage over Laison-floden, men begrænset adgang til overgangsstederne over Dives-floden gjorde det muligt for tyskerne at gennemføre modangreb med 102. tunge SS panserbataljon. Fortrinsvis på grund af problemer med at finde vej og dårlig koordination mellem jord- og luftstyrker, var fremgangen på førstedagen langsommere end ventet.
Den 15. august fornyede 2. og 3. canadiske infanteridivisioner med støtte fra 2. pansrede canadiske division deres fremrykning sydpå, men det gik fortsat langsomt. Efter hårde kampe og efter at have afvist flere tyske modangreb erobrede 4. pansrede division Soulangy, selv om kraftig tysk modstand forhindrede et egentligt gennembrud til Trun, og dagens fremgang var minimal. Men den følgende dag brød 2. canadiske infanteridivision ind i selve Falaise og mødte kun beskeden modstand fra Waffen SS enheder og spredte lommer af tysk infanteri. Den 17. august havde de sikret sig byen.
Ved middagstid den 16. august havde von Kluge afvist Hitlers krav om et nyt modangreb, og erklæret, at det var aldeles umuligt. En tilbagetrækning blev langt om længe godkendt senere på eftermiddagen, men da Hitler troede, at von Kluge ville overgive sig til de allierede, afskedigede han ham om aftenen den 17. fra sin post og kaldte ham tilbage til Tyskland. Von Kluge begik selvmord undervejs. Han blev efterfulgt af feltmarskal Walter Model, hvis første handling var at give ordre til øjeblikkelig tilbagetrækning af 7. armé og 5. panserarmé, mens 2. SS panserkorps, (som bestod af resterne af fire panserdivisioner) blev placeret nord for flugtruten overfor briterne og canadierne og 47. panserkorps (resterne af to panserdivisioner) holdt den sydlige del overfor amerikanerne.

### Lukning af hullet
For de allierede var tiden den kritiske faktor ved blokering af den tyske hærs flugtvej, men med amerikanerne stoppet ved Argentan og den langsomme canadiske fremrykning mod Trun var ringen ikke sluttet den 17. august. General Stanisław Maczeks 1. polske pansrede division, som tilhørte 1. canadiske armé, blev delt op i fire kampgrupper og fik ordre til at foretage en bred cirkelbevægelse mod syd for at få forbindelse med amerikanerne i. Trun faldt til den canadiske 4. pansrede division den 18. august. Efter at have erobret Champeaux den 19. august tog alle fire polske kampgrupper retning mod Chambois, og forstærket af 4. pansrede division havde polakkerne sikret sig byen ved aftenstid og fået forbindelse med den 90. amerikanske og 2. pansrede franske division. Selv om omringningen nu var gennemført, havde de allierede endnu ikke nogen stor styrke på plads til at holde tyskernes flugtrute lukket, og deres stillinger kom under voldsomme angreb. I løbet af dagen brød en pansret kolonne fra 2. panserdivision igennem den canadiske linje i St. Lambert-sur-Dives, erobrede halvdelen af landsbyen og holdt en vej åben i seks timer, indtil den igen blev lukket omkring aften. Mange tyskere undslap ad denne rute, og mange mindre grupper infiltrerede igennem til Dives i løbet af natten.
Efter at have erobret Chambois rykkede to af de fire polske kampgrupper mod nordøst og placerede sig på Hill 262 (Mont Ormel), hvor de brugte natten den 19. august på at befæste adgangsvejene til bjerget. Den følgende morgen fornyede feltmarskal Model sine forsøg på at tvinge en åbning igennem og beordrede dele af 2. og 9. SS panserdivision til at angribe udefra lommen mod de polske stillinger på Hill 262. Omkring middag lykkedes det adskillige enheder af 10. SS, 12. SS og 116. Panserdivision at bryde gennem den svage, polske linje, mens 9. SS panserdivision forhindrede canadierne i at gribe ind. Midt på eftermiddagen havde omkring 10.000 tyske tropper passeret gennem hullet og ud af lommen.
Selv om de var isolerede og kom under yderligere kraftige angreb, holdt polakkerne fast i Mont Ormel, som de omtalte som "The Mace" (labyrinten). Selv om de ikke havde tilstrækkelig styrke til at lukke korridoren kunne de beskyde de retirerende tyskere med artilleri og forårsage store tab. Rystet over tabene blandt sine mænd gav generaloberst Paul Hausser, lederen af 7. armé, ordre til at de polske stillinger skulle "elimineres". Betydelige styrker, herunder resterne af 352. infanteridivision og adskillige kampgrupper fra 2. SS panserdivision tilføjede den polske 8. og 9. bataljon alvorlige tab, men angrebet blev til sidst slået tilbage. Deres standhaftighed kostede polakkerne næsten al deres ammunition og efterlod dem i en prekær situation hvor de var ude af stand til at gribe ind og var tvunget til at se til, mens resterne af 47. panserkorps undslap lommen. Efter brutaliteten i dagens kamp blev nattens komme hilst velkommen på begge sider. Man undgik at komme i kontakt, og kampene i nattens løb var kun sporadiske, selv om polakkerne fortsat jævnligt affyrede artillerigranater for at afbryde den igangværende tyske tilbagetrækning i denne sektor.
Selv om de ikke var så koordinerede som tidligere, fortsatte de tyske angreb på Hill 262 den følgende morgen. Den polske stilling blev nær løbet over ende, og ved afvisningen af det tyske angreb blev kampvognene tvunget til at bruge resten af deres granater. Omkring kl. 12 middag blev det sidste forsøg på at tage 9. bataljons stillinger gennemført af de sidste SS rester, som blev besejret på tæt hold. Efter at have været omringet i tre dage og næsten under konstant angreb var de polske tab under slaget ved Mont Ormel på 325 døde, 1.002 sårede og 114 savnede – ca. 20 % af den 1. polske pansrede divisions kampstyrke. Indenfor en time var de canadiske grenader gardere nået frem til de overlevende på Mont Ormel, og sidst på eftermiddagen havde resterne af 2. og 9. SS panserdivision indledt deres tilbagetrækning til Seinen.
Om aftenen den 21. august fik kampvogne fra den 4. canadiske, pansrede division forbindelse med polske styrker i Coudehard, mens 3. og 4. canadiske infanteridivision havde sikret St. Lambert og den nordlige passage til Chambois. Falaise-lommen var nu blevet lukket.

## Efterspil
Den 22. august var alle tyske styrker vest for de allieredes linjer enten døde eller taget til fange. Historikerne er ikke enige i deres estimater over, hvor store de tyske tab var i lommen. Hovedparten mener, at mellem 80-100.000 blev omringet, hvoraf 10-15.000 blev dræbt, 45-50.000 taget til fange og omkring 20.000 slap væk. Alene i den nordlige sektor udgjorde de tyske tab af materiel 344 kampvogne, selvkørende kanoner og andre let pansrede køretøjer foruden 2.447 ikke pansrede køretøjer og 252 kanoner, som enten blev efterladt eller ødelagt. I kampene omkring Hill 262 udgjorde de tyske tab 2.000 døde og 5.000 fangne foruden 55 kamvogne, 44 kanoner og 152 andre pansrede køretøjer. Den engang så stærke 12 SS panserdivision havde mistet 94 % af sine kampvogne, næsten al sit artilleri og 70 % af sine køretøjer. Enheden havde 20.000 mand og 150 kampvogne inden felttoget i Normandiet, men efter Falaise var det reduceret til 300 mand og 10 kampvogne. Selv om det var lykkedes for dele af adskillige tyske enheder at undslippe østpå, havde selv disse efterladt hovedparten af deres udstyr. Efter slaget vurderede allierede undersøgere, at tyskerne mistede omkring 500 kampvogne og selvkørende kanoner i lommen, og meget lidt af det udstyr, som blev reddet, overlevede den lange tilbagetrækning over Seinen.
Skuffede over at en betydelig del af 7. armé var undsluppet, var mange højtstående allierede officerer – især blandt amerikanerne – yderst kritiske overfor det de anså for Montgomerys landsommelighed med hensyn til at få lukket lommen. Nogle historikere er enige om, at lommen kunne været blevet lukket tidligere. Wilmot bemærker, at selv om han havde britiske divisioner i reserve forstærkede Montgomery ikke Simonds, og de canadiske fremstød mod Trun og Chambois var hverken så "ivrige eller vovelige", som situationen krævede det.  Hastings skriver, at Montgomery efter at have iagttaget det, han kalder en dårlig canadisk indsats under Totalize, skulle have sat hærdede britiske divisioner i spidsen for angrebet. Mens man medgiver, at Montgomery og Crerar kunne have gjort mere for at sætte fart i briterne og canadierne, afviser disse og andre såsom D'Este og Blumenson det som en "absurd oversimplificering", når Patton efter slaget hævdede, at amerikanerne kunne have forhindret, at tyskerne slap bort, hvis ikke Bradley havde givet ham ordre til at stoppe i Argentan.
Pattons tropper erobrede ikke Argentan før den 20. august – dagen efter at polakkerne og canadierne erobrede Chambois – og den amerikanske enhed, som lukkede hullet mellem Argentan og Chambois, 90. division, var ifølge Hastings en af de mindst effektive af de allierede divisioner i Normandiet. Han funderede over, om den sande årsag til, at Bradley stoppede Patton, ikke var frygt for at komme i kamp med briterne, men en erkendelse af, at med stærke tyske enheder i området havde amerikanerne ikke mulighederne for effektivt at kunne blokere flugtvejen og risikerede at lide et "pinligt og unødvendigt tilbageslag" mod de retirerende faldskærmstropper og 12. og 2. SS panserdivision.

De fleste amerikanske fremstillinger sætter spørgsmålstegn ved den britiske version. Lige efter krigen formulerede Ralph Ingersoll, en fremtrædende journalist i fredstid, som gjorde tjeneste som planlægger i Eisenhowers stab denne skepsis ganske kort:

Den internationale grænse mellem hærene delte den britiske og den amerikanske slagmark lige ved Argentan på Falaise siden af den. Pattons tropper, som troede at de havde til opgave at lukke hullet tog Argentan i farten og fortsatte over den internationale grænse uden at stoppe. Montgomery, som stadig formelt havde kommandoen over alle landstyrker, valgte nu at udøve sin autoritet og beordrede Patton tilbaqe på sin side af den internationale grænselinje ... I ti dage fortsatte den slagne, men stadig funktionsduelige tyske hær imidlertid med at trække sig tilbage gennem hullet ved Falaise.
Slaget om Falaise-lommen markerede slutfasen på slaget om Normandiet med et afgørende tysk nederlag. Hitlers personlige involvering havde haft ødelæggende konsekvenser fra starten med hans insisteren på en håbløst optimistisk modoffensiv, hans detailstyring af sine generaler og hans afvisning af at overveje en tilbagetrækning, da hans hære var truet af udslettelse. Over 40 tyske divisioner blev ødelagt under slaget om Normandiet, og 450.000 mand gik takt, hvoraf 240.000 blev dræbt eller såret. De allierede opnåede dette med tab på 209.672 heraf 36.976 døde. Det afsluttende slag i Operation Overlord – Befrielsen af Paris – fulgte den 25. august, og Overlord nåede i realiteten sit mål den 30. august, da de sidste tyske styrker havde trukket sig tilbage over Seinen.

## Eksterne kilder
- Bridge, Arthur. "In the eye of the storm: A recollection of three days in the Falaise gap 19-21 August 1944" (PDF). Arkiveret (PDF) fra originalen 26. februar 2009.
- British Broadcasting Corporation. "Account of the Polish battle on hill 262". Arkiveret fra originalen 16. juli 2013.
- "Canada at War: Canadians in the Falaise Gap". Arkiveret fra originalen 12. juli 2013.
- "Canada at War: The Battle of Hill 195". Arkiveret fra originalen 12. juli 2013.
- "Canada at War: The Battle at St. Lambert-Sur-dives". Arkiveret fra originalen 12. juli 2013.
- Richard, Duda; Steven, Duda. "Captain Kazimierz DUDA - 1st Polish Armoured Division". Arkiveret fra originalen 14. marts 2007.
- Stacey, Colonel Charles Perry; Bond, Major C.C.J. "Official History of the Canadian Army in the Second World War: Volume III. The Victory Campaign: The operations in North-West Europe 1944-1945" (PDF). The Queen's Printer and Controller of Stationery Ottawa. Arkiveret fra originalen (PDF) 12. september 2008. Hentet 2008-08-20.
- Wiacek, Jacques. "Closing of the Falaise Pocket". Arkiveret fra originalen 12. juli 2013.
- "Film footage of the battle". Arkiveret fra originalen 12. juli 2013.

48°53′34″N 0°11′31″V / 48.892777777778°N 0.19194444444444°V